# 2005
2005 (MMV) là một năm thường bắt đầu vào Thứ bảy của lịch Gregory, năm thứ 2005 của Công nguyên hay của Anno Domini, the năm thứ 5  của thiên niên kỷ 3 and the thế kỷ 21, và năm thứ  6   của thập niên 2000. 

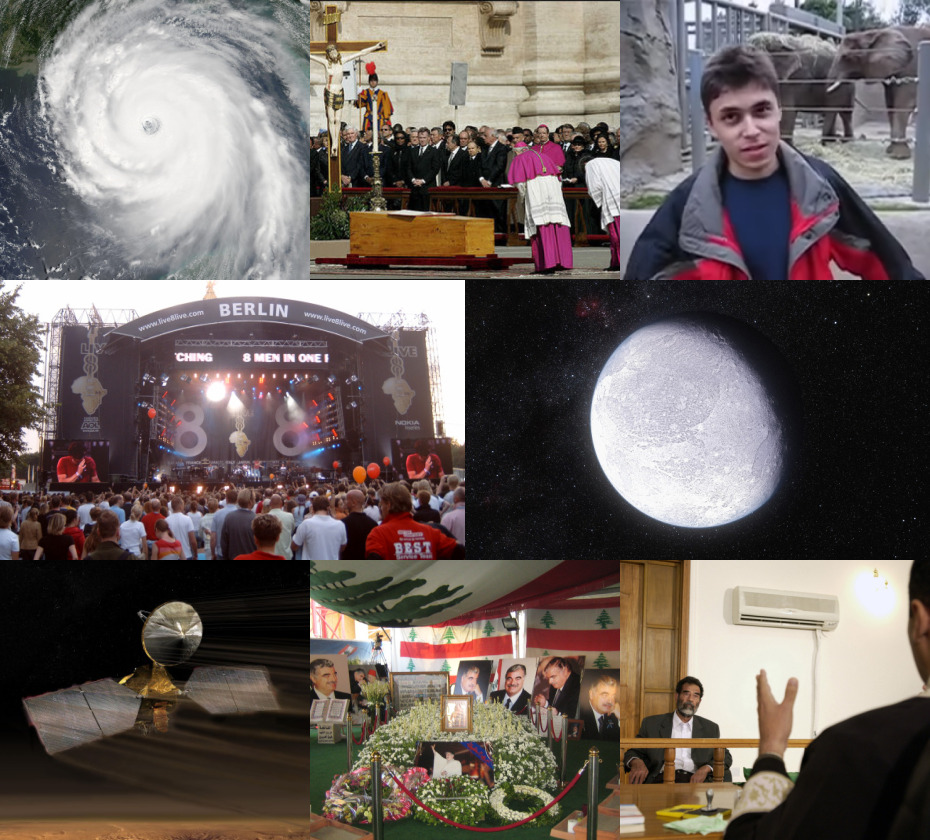
Từ bên trái, theo chiều kim đồng hồ: Bão Katrina ập đến Vịnh Mexico; Lễ tang của Giáo hoàng Gioan Phaolô II diễn ra tại Thành Vatican; "Me at the zoo", video đầu tiên từng được đăng lên YouTube; Eris được phát hiện vào tháng 1 năm 2005 bởi một nhóm dựa trên Đài quan sát Palomar; Saddam Hussein ngồi trước vị thẩm phán Iraq tại tòa án ở Baghdad; đền thờ và nơi an nghỉ cho Rafic Hariri vào tháng 9; Mars Reconnaissance Orbiter được phóng từ Trung tâm vũ trụ Kennedy, được thiết kế để khám phá sao Hỏa; Buổi hòa nhạc Live 8 ở Tiergarten, Berlin.

2005 được chỉ định là Năm Vật lý quốc tế, Ất Dậu trong lịch Trung Quốc, và Năm thánh thể quốc tế trong thế giới Công giáo.

## Sự kiện

### Tháng 2
- 14 tháng 2: YouTube, trang web chia sẻ video nổi tiếng đã được thành lập bởi Google và hai nhân viên cũ của Paypal
- 21 tháng 2 - Avatar: The Last Airbender chính thức lên sóng.
- 22 tháng 2: Động đất tại Sarand (Iran), hơn 420 người chết, 1000 người bị thương

### Tháng 4
- 19 tháng 4: Joseph Aloisius Ratzinger đắc cử Giáo hoàng thứ 265 của Giáo hội Công giáo Rôma, Thánh hiệu Biển Đức XVI
- 23 tháng 4: Me at the zoo — video đầu tiên được đăng tải lên YouTube

### Tháng 5
- 8 – 15 tháng 5: Giải vô địch bóng đá bãi biển thế giới 2005 tổ chức tại Brasil, đội tuyển bóng đá bãi biển quốc gia Pháp lần đầu tiên giành chức vô địch.
- 10 tháng 5: Pocoyo chính thức lên sóng.

### Tháng 6
- 10 tháng 6 – 2 tháng 7: Giải vô địch bóng đá trẻ thế giới 2005 tổ chức tại Hà Lan, đội tuyển bóng đá U-20 quốc gia Argentina lần thứ 5 giành chức vô địch.
- 15 – 29 tháng 6: Cúp Liên đoàn các châu lục 2005 tổ chức tại Đức, đội tuyển bóng đá quốc gia Brasil lần thứ 2 giành chức vô địch.

### Tháng 7
- 13 tháng 7: Tai nạn tàu hỏa tại Pakistan, làm thiệt mạng ít nhất 120 người.

### Tháng 8
- 23 tháng 8: Tổng thống Turkmenistan Saparmurat Niyazov ra lệnh cấm hát nhép tại các sự kiện văn hoá và cho rằng hát nhép sẽ "ảnh hưởng tiêu cực tới việc phát triển nghệ thuật âm nhạc và ca hát" tại quốc gia Trung Á.

### Tháng 9
- 1 tháng 9: 
  - Trung Quốc đã ban hành lệnh cấm các ca sĩ hát nhép khi biểu diễn trên sân khấu.[1]
  - Bão Talim giết chết khoảng 105 người tại Cộng hòa Nhân dân Trung Hoa, Trung Hoa Dân Quốc.
- 16 tháng 9 – 2 tháng 10: Giải vô địch bóng đá U-17 thế giới 2005 tổ chức tại Peru, đội tuyển bóng đá U-17 quốc gia México lần đầu tiên giành chức vô địch.

### Tháng 10
- 8 tháng 10: Động đất tại Kashmir, đông bắc của Islamabad (Pakistan), ít nhất 30.000 người chết.

### Tháng 11
- 15 tháng 11, Không gian văn hóa Cồng Chiêng Tây Nguyên được UNESCO công nhận là Kiệt tác truyền khẩu và phi vật thể của nhân loại.

### Tháng 12
- 11 – 18 tháng 12: Giải vô địch bóng đá thế giới các câu lạc bộ 2005 tổ chức tại Nhật Bản, câu lạc bộ bóng đá São Paulo giành chức vô địch trong giải đấu này.

## Sinh

### Tháng 1
- 2 tháng 1: Nguyễn Tường San, Á hậu Chuyển giới Việt Nam 2023, Á hậu Chuyển giới Quốc tế 2024
- 21 tháng 1: IShowSpeed, rapper người Mỹ
- 26 tháng 1: Shophia Rose, ca sĩ người Mỹ
- 30 tháng 1: Vương tử Hashem bin Al Abdullah, con trai của vua Abdullah II và Vương hậu Rania của Jordan

### Tháng 2
- 23 tháng 2: Cao Lê Hà Trang, nữ ca sĩ người Việt Nam

### Tháng 3
- 21 tháng 3: Châu Ngọc Tuyết Sang, vận động viên Taekwondo người Việt Nam
- 26 tháng 3: Emma Luana Ninette Sophie, con gái của Vương tử Friso và Mabel Wisse Smit

### Tháng 4
- 6 tháng 4: Mai Thảo Linh (Lọ Lem), con gái của diễn viên, dẫn chương trình Quyền Linh và doanh nhân Dạ Thảo
- 8 tháng 4: Leah Isadora Behn, con gái của Märtha Louise của Na Uy và Ari Behn

### Tháng 5
- 26 tháng 5: Drita Ziri, Hoa hậu Shqipëria 2022, Á hậu Hoàn cầu 2022, Hoa hậu Trái Đất 2023

### Tháng 6
- 26 tháng 6: Vương nữ Alexia Juliana Marcela Laurentien, con gái của Vua Willem-Alexander và Máxima, Vương hậu Hà Lan

### Tháng 7
- 23 tháng 7: Georgina Maximiliana Tatiana Maria, con gái của hoàng tử Constantin của Liechtenstein và Marie von Kalnoky
- 30 tháng 7: Carlos Morales y de Grecia, con trai của Alexia của Hy Lạp và Đan Mạch và Carlos Morales Quintana

### Tháng 10
- 4 tháng 10: Vương tử Emmanuel Léopold Guillaume François Marie, con trai của Quốc vương Philippe và Vương hậu Mathilde của Bỉ
- 15 tháng 10: Vương tử Christian Valdemar Henri John, con trai của thái tử Quốc vương Frederik X và Vương hậu Mary của Đan Mạch
- 31 tháng 10: Vương nữ Leonor de Todos los Santos de Borbón Ortiz, con gái của Quốc vương Felipe VI và Vương hậu Letizia của Tây Ban Nha

### Tháng 11
- 4 tháng 11: Camilla Maria Katharina, con gái của công chúa Tatjana và Philipp von Lattorf
- 27 tháng 11: Gia Khiêm, ca sĩ người Việt Nam

### Tháng 12
- 3 tháng 12: Vương tôn Sverre Magnus, con trai của Vương thái tử Haakon và Vương thái tử phi Mette-Marit của Na Uy
- 13 tháng 12: 
  - Vương tôn Nicolas Casimir Marie, con trai của Vương tử Laurent và Vương tử phi Claire của Bỉ
  - Vương tôn Aymeric Auguste Marie, con trai của Vương tử Laurent và Vương tử phi Claire của Bỉ

## Mất

### Tháng 1
- 1 tháng 1: Willem Scholten, cựu bộ trưởng Hà Lan (sinh 1927)
- 17 tháng 1: Hansjoachim Walther, cựu bộ trưởng liên bang Đức (sinh 1939)
- 20 tháng 1: Per Borten, cựu thủ tướng Na Uy (sinh 1913)
- 25 tháng 1: Netty Witziers-Timmer, nữ vận động viên điền kinh Hà Lan, người đoạt huy chương Thế Vận Hội (sinh 1923)
- 27 tháng 1: Franz-Karl Effenberg, chính trị gia Áo (sinh 1948)

### Tháng 2
- 2 tháng 2: Max Schmeling, võ sĩ quyền anh hạng nặng Đức (sinh 1905)
- 5 tháng 2: Gnassingbé Eyadéma, tổng thống Togo (sinh 1935)
- 7 tháng 2: Nedžad Botonjič, cầu thủ bóng đá Slovenia (sinh 1979)
- 9 tháng 2: Dr. Heribert Klein, nhà báo Đức, nghệ sĩ đàn ống (sinh 1957)
- 10 tháng 2: Jean Cayrol, tác giả Pháp, nhà xuất bản (sinh 1911)
- 10 tháng 2: Arthur Miller, nhà văn Mỹ (sinh 1915)
- 16 tháng 2: Marcello Viotti, người điều khiển dàn nhạc Ý (sinh 1954)
- 20 tháng 2: Hunter S. Thompson, nhà văn Mỹ (sinh 1937)
- 19 tháng 2: Huy Cận, nhà thơ, chính khách Việt Nam. (s. 1919)

### Tháng 3
- 2 tháng 3: Ivan Parík, nhà soạn nhạc Slovakia (sinh 1938)
- 2 tháng 3: Peter Zvi Malkin, điệp viên của Mossad (sinh 1927)
- 3 tháng 3: Rinus Michels, huấn luyện viên bóng đá Hà Lan (sinh 1928)
- 3 tháng 3: Guylaine St-Onge, nữ diễn viên Canada (sinh 1965)
- 4 tháng 3: Jurij Krawtschenko, cựu bộ trưởng Bộ Nội vụ Ukraina (sinh 1951)
- 8 tháng 3: Brigitte Mira, nữ diễn viên Đức (sinh 1910)
- 10 tháng 3: Danny Joe Brown, nhạc sĩ Mỹ (sinh 1951)
- 24 tháng 3: Volker Bigl, nhà y học (sinh 1942)
- 26 tháng 3: James Callaghan, chính trị gia Anh, cựu thủ tướng (sinh 1912)

### Tháng 4
- 1 tháng 4: Thomas Kling, nhà thơ trữ tình Đức (sinh 1957)
- 2 tháng 4: Marie Louise Fischer, nhà văn nữ Đức (sinh 1922)
- 2 tháng 4: Giáo hoàng Gioan Phaolô II, Giáo hoàng Giáo hội Công giáo Rôma (sinh 1920)
- 2 tháng 4: Alois Vogel, nhà văn Áo (sinh 1922)
- 3 tháng 4: Wolf Klaußner, nhà văn Đức, dịch giả (sinh 1930)
- 5 tháng 4: Saul Bellow, nhà văn Mỹ (sinh 1915)
- 6 tháng 4: Rainier III, hầu tước của Monaco (sinh 1923)
- 7 tháng 4: Grigoris Bithikotsis, nam ca sĩ Hy Lạp (sinh 1922)
- 7 tháng 4: Max von der Grün, nhà văn Đức (sinh 1926)
- 9 tháng 4: Elsbeth Janda, nữ tác giả Đức (sinh 1923)
- 9 tháng 4: Jerzy Grzegorzewski, đạo diễn sân khấu Ba Lan (sinh 1939)
- 11 tháng 4: Lucient Laurent, cựu cầu thủ đội tuyển Pháp, người ghi bàn thắng đầu tiên tại World cup (sinh 1907)
- 17 tháng 4: Hans Gruijters, cựu bộ trưởng Hà Lan (sinh 1931)
- 17 tháng 4: Volker Vogeler, đạo diễn phim Đức, tác giả kịch bản
- 21 tháng 4: Zhang Chunqiao, chính trị gia Trung Hoa (sinh 1917)
- 22 tháng 4: Dr. Erika Fuchs, nữ dịch giả Đức (sinh 1906)
- 26 tháng 4: Maria Schell, nữ diễn viên (sinh 1926)

### Tháng 5
- 2 tháng 5: Hoàng Kim Huy, cựu tổng thống của Singapore (sinh 1915)
- 5 tháng 5: Christian Speck, chính trị gia Thụy Sĩ (sinh 1937)
- 6 tháng 5: Jost Gross, chính trị gia Thụy Sĩ (sinh 1946)
- 8 tháng 5: Jean Carrière, nhà văn Pháp (sinh 1932)
- 10 tháng 5: Otto Steiger, nhà văn Thụy Sĩ (sinh 1909)
- 19 tháng 5: John Arthur, võ sĩ quyền Anh Nam Phi (sinh 1929)
- 24 tháng 5: Carl Amery, nhà văn Đức (sinh 1922)

### Tháng 6
- 1 tháng 6: George Mikan, cầu thủ bóng rổ Mỹ (sinh 1924)
- 5 tháng 6: Kurt Graunke, nhà soạn nhạc Đức, người điều khiển dàn nhạc (sinh 1915)
- 6 tháng 6: Anne Bancroft, nữ diễn viên Mỹ, giải Oscar (sinh 1931)
- 6 tháng 6: Dana Elcar, diễn viên Mỹ (sinh 1927)
- 13 tháng 6: Álvaro Barreirinhas Cunhal, chính trị gia Bồ Đào Nha (sinh 1913)
- 19 tháng 6: Adalbert Schmitt, doanh nhân Đức (sinh 1931)
- 25 tháng 6: Emiliano Molina, cầu thủ bóng đá Argentina (sinh 1988)
- 25 tháng 6: Hugo Cunha, cầu thủ bóng đá Bồ Đào Nha (sinh 1977)

### Tháng 7
- 1 tháng 7: Luther Vandross, ca sĩ nhạc soul Mỹ (sinh 1951)
- 7 tháng 7: Helmut Bläss, đạo diễn phim, diễn viên Đức (sinh 1926)
- 8 tháng 7: Peter Boenisch, nhà báo Đức (sinh 1927)
- 17 tháng 7: Geraldine Fitzgerald, nữ diễn viên sân khấu (sinh 1913)
- 19 tháng 7: Edward Bunker, nhà văn thể loại hình sự Mỹ (sinh 1933)
- 20 tháng 7: James Doohan, diễn viên Canada (sinh 1920)
- 21 tháng 7: Tamara Lund, nữ ca sĩ opera Phần Lan, nữ diễn viên (sinh 1941)
- 25 tháng 7: Albert Mangelsdorff, nhạc sĩ nhạc jazz Đức (sinh 1928)
- 31 tháng 7: Wim Duisenberg, tổng thống đầu tiên của Ngân hàng Trung ương châu Âu (sinh 1935)

### Tháng 8
- 1 tháng 8: Fahd bin Abdul Aziz al Saud, vua của Ả Rập Saudi (sinh 1923)
- 3 tháng 8: Gert Fritz Unger, nhà văn Đức (sinh 1921)
- 6 tháng 8: Robin Cook, chính trị gia Anh, bộ trưởng Bộ Ngoại giao (sinh 1946)
- 6 tháng 8: Ibrahim Ferrer, nam ca sĩ Cuba (Buena Vista Social Club) (sinh 1927)
- 7 tháng 8: Ilse Werner, nữ diễn viên, nữ ca sĩ (sinh 1921)
- 9 tháng 8: Colette Besson, nữ vận động viên điền kinh Pháp, người đoạt huy chương Thế Vận Hội (sinh 1946)
- 11 tháng 8: Manfred Korfmann, nhà khảo cổ học Đức (sinh 1942)
- 11 tháng 8: Alois Lugger, chính trị gia Áo (sinh 1912)
- 13 tháng 8: David Lange, chính trị gia New Zealand (sinh 1942)
- 16 tháng 8: Eva Renzi, nữ diễn viên Đức (sinh 1944)
- 16 tháng 8: Frère Roger Schütz, nhà thần học Thụy Sĩ (sinh 1915)
- 22 tháng 8: Dieter Wolf, luật gia Đức, chính trị gia (sinh 1925)
- 23 tháng 8: Brock Peters, diễn viên Mỹ, nam ca sĩ (sinh 1927)
- 25 tháng 8: Peter Glotz, chính trị gia Đức, nhà xuất bản (sinh 1939)
- 28 tháng 8: Hans Clarin, diễn viên Đức (sinh 1929)

### Tháng 9
- 1 tháng 9: R. L. Burnside, ca sĩ nhạc blues Mỹ (sinh 1926)
- 1 tháng 9: Nell I Mondy, nhà nữ hóa sinh Mỹ (sinh 1921)
- 3 tháng 9: Fernando Távora, kiến trúc sư Bồ Đào Nha (sinh 1923)
- 3 tháng 9: Ekkehard Schall, diễn viên Đức (sinh 1930)
- 4 tháng 9: Lloyd Avery II, diễn viên Mỹ (sinh 1969)
- 7 tháng 9: Ekkehard Schwartz, nhà lâm học Đức (sinh 1926)
- 10 tháng 9: Erich Kuby, nhà báo Đức, nhà văn (sinh 1910)
- 18 tháng 9: Luciano van den Berg, cựu cầu thủ bóng đá Hà Lan (sinh 1984)
- 20 tháng 9: Simon Wiesenthal, kiến trúc sư Áo, nhà xuất bản, nhà văn (sinh 1908)
- 20 tháng 9: Tobias Schneebaum, nhà văn Mỹ, nghệ nhân, nhà nhân loại học (sinh 1921)

### Tháng 10
- 3 tháng 10: Sarah Levy-Tanai, nhà soạn nhạc Israel, nữ biên đạo múa (sinh 1911)
- 24 tháng 10: José Simon Azcona Hoyo, tổng thống của Honduras (sinh 1927)

### Tháng 11
- 13 tháng 11: Eddie Guerrero, đô vật chuyên nghiệp Mỹ
- 15 tháng 11: Hanne Haller, nữ ca sĩ Đức (sinh 1950)
- 25 tháng 11: George Best, cầu thủ bóng đá Bắc Ireland (sinh 1946)
- 26 tháng 11: Dieter Krieg, nghệ nhân Đức (sinh 1937)
- 27 tháng 11: Franz Schönhuber, nhà báo Đức, chính trị gia (sinh 1923)

### Tháng 12
- 1 tháng 12: Mary Hayley Bell, nữ diễn viên Anh (sinh 1911)
- 7 tháng 12: Devan Nair, cựu tổng thống của Singapore (sinh 1923)
- 26 tháng 12: Vincent Schiavelli, diễn viên Mỹ (sinh 1948)

## Giải Nobel
- Vật Lý: Roy J. Glauber (phân nửa giải), John L. Hall (phần tư giải) và Theodor W. Hänsch (phần tư giải).
- Hóa học: Yves Chauvin, Richard Schrock, Robert Grubbs
- Sinh lý học hoặc Y học: Barry Marshall, Robin Warren
- Văn học: Harold Pinter
- Hòa bình: Mohammed el-Baradei, Cơ quan Năng lượng Nguyên tử Quốc tế
- Kinh tế: Robert Aumann, Thomas Schelling